# Macdunnoughia circumflexa
Macdunnoughia circumflexa är en fjärilsart som beskrevs av Eugen Johann Christoph Esper 1788. Macdunnoughia circumflexa ingår i släktet Macdunnoughia och familjen nattflyn. Inga underarter finns listade i Catalogue of Life.